# Per Wimmer
Per Wimmer, född 1968, är en dansk finansman och äventyrare. Som aktiv först på Goldman Sachs och senare som egen företagare, har han tjänat tillräckligt mycket pengar för att bli rymdturist och räknade med att bli första dansken i rymden. Andreas Mogensen hann dock före.

## Utbildning
Per Wimmer har avlagt en Master of Laws-examen från University of London 1991–1992 och 1988–1993 avlade han Bachelor of Arts och Master of Arts i juridik från Köpenhamns universitet samtidigt som han tjänstgjorde som studentmedlem i universitetets styrelse vid Köpenhamns juridiska fakultet.
Wimmer har avlagt en Master of Public Administration-examen vid Harvard University med tyngdpunkten på affärer, finans och internationella relationer.

## Karriär
Fram till slutet av Jacques Delors ordförandeskap i början av 1996 arbetade Per Wimmer i kabinettet för Europeiska kommissionens vice ordförande, Henning Christophersen. Hans ansvar omfattade den monetära unionen och EU:s budget.
Under 19961997 var Per Wimmer associerad managementkonsult på McKinsey & Company med särskilt fokus på mediesektorn.
1998–2002 arbetade Wimmer i New York och London för Goldman Sachs och lämnade företaget som verkställande direktör för institutionell försäljning av europeiska aktieprodukter med rådgivning om investeringar åt finansinstitutioner baserade i Skandinavien. 2002 lämnade Wimmer Goldman Sachs till förmån för liknande tjänster på bl.a. Collins Stewart och MF Global/Man Securities, varav den senare är en del av världens största hedgefond Man Group.
Wimmer äger och administrerar en internationell investeringsbank, Wimmer Financial, som han grundade på 50-årsdagen av Sputnikdagen den 4 oktober 2007. Wimmer Financial är specialiserad på global företagsfinansiering, aktiehandel, fastigheter och naturresurser.

## Andra sysselsättningar
Den 6 oktober 2008 deltog Per Wimmer i världens första tandemfallskärmshopp över Mount Everest, den högsta punkten på jorden, med Ralph Mitchell som tandemmästare.
Wimmer är astronaut i Sir Richard Bransons Virgin Galactic. År 2001 förbereds en resa med Space Adventures. Den 4 december 2008 hade Wimmer en biljett för att bli den första astronauten ombord på raketflygplanet XCOR (nu inställt). Han förväntade sig att bli den första danska medborgaren att fara ut i rymden ombord på raketflygplanet Spaceship Two, tills Andreas Mogensen gjorde det 2015.

## Publikationer
I september 2011 gav Per Wimmer ut boken "Wall Street", som handlade om bubblorna på finansmarknaderna, med anekdoter från hans karriär i den globala finansvärlden.[14] I juni 2014 gav Timbro förlag ut Wimmers andra bok Den gröna bubblan: Hur goda intentioner blev till svindlande spekulation. I boken hävdar Wimmer att det finns en grön bubbla inom sektorn för förnybar energi.